# Jag är nyfiken - en film i blått
Jag är nyfiken - en film i blått è un film del 1968 diretto da Vilgot Sjöman.

## Riconoscimenti
Guldbagge - 1968
Miglior attrice a Lena Nyman